# Пира, Пьеранджело
Пьеранджело Пира (итал. Pierangelo Pira; род. 4 января 1954, Римини, Эмилия-Романья) — итальянский боксёр, представитель полусредней весовой категории. Выступал за сборную Италии по боксу в середине 1970-х годов, участник летних Олимпийских игр в Монреале. В 1976—1983 годах боксировал на профессиональном уровне, владел титулом чемпиона Италии, был претендентом на титул чемпиона EBU в полусреднем весе.

## Биография
Пьеранджело Пира родился 4 января 1954 года в Римини, Эмилия-Романья. Начал заниматься боксом в местном клубе Libertas Rimini, проходил подготовку под руководством тренера Элио Гельфи.

### Любительская карьера
В 1974 и 1975 годах Пира дважды подряд становился бронзовым серебряным призёром чемпионата Италии по боксу.
Наибольших успехов как любитель добился в сезоне 1976 года, когда выиграл домашний международный турнир в Римини, дошёл до стадии полуфиналов на международном турнире Box-Am в Альмерии. Благодаря череде удачных выступлений вошёл в основной состав итальянской сборной и удостоился права защищать честь страны на летних Олимпийских играх в Монреале — в 1/8 финала категории до 71 кг встретился с титулованным советским боксёром Виктором Савченко и потерпел от него поражение нокаутом во втором раунде.

### Профессиональная карьера
Вскоре по окончании монреальской Олимпиады Пира подписал контракт с менеджером Рокко Агостино и успешно дебютировал на профессиональном уровне.
В июле 1979 года завоевал титул чемпиона Италии в полусредней весовой категории, выиграв техническим нокаутом у Джанни Молезини. Удерживал титул более двух лет, проведя шесть успешных защит. Во время седьмой защиты титула в сентябре 1981 года уступил техническим нокаутом Франческо Арести.
В апреле 1982 года боксировал в Дании с местным датским боксёром Хансом Хенриком Пальмом за титул чемпиона Европейского боксёрского союза (EBU) в полусреднем весе, но по итогам двенадцати раундов уступил ему раздельным судейским решением.
В апреле 1984 года пытался вернуть себе титул чемпиона Италии в полусреднем весе — проиграл техническим нокаутом Джанфранко Рози и на этом завершил спортивную карьеру. В общей сложности Пьеранджело Пира провёл среди профессионалов 33 боя, из них 29 выиграл (в том числе 16 досрочно) и 4 проиграл.